# HRT Formula 1 Team
La HRT Formula 1 Team è stata una scuderia spagnola di Formula 1 fondata dall'ex-pilota Adrián Campos. Ha partecipato al Campionato mondiale di Formula 1 dal 2010 al 2012. Fino alla prima metà della stagione 2011 il suo nome era Hispania Racing F1 Team e prima ancora Campos Grand Prix.

## Struttura operativa
Il team nasce dalla collaborazione tra Adrián Campos, proprietario del team omonimo che ha corso nell'European F3 Open e nell'Auto GP e che ha preso parte alla GP2, e la Meta Image, un'agenzia sportiva con sede a Madrid, da qui il vecchio nome ufficiale di Campos Meta Team.
Il quartier generale della scuderia si trovava a Murcia, mentre la base operativa aveva sede a Valencia. Le vetture sono state disegnate e fabbricate dal costruttore emiliano Dallara e utilizzavano i propulsori Cosworth.

## La storia

### 2010: L'esordio difficile

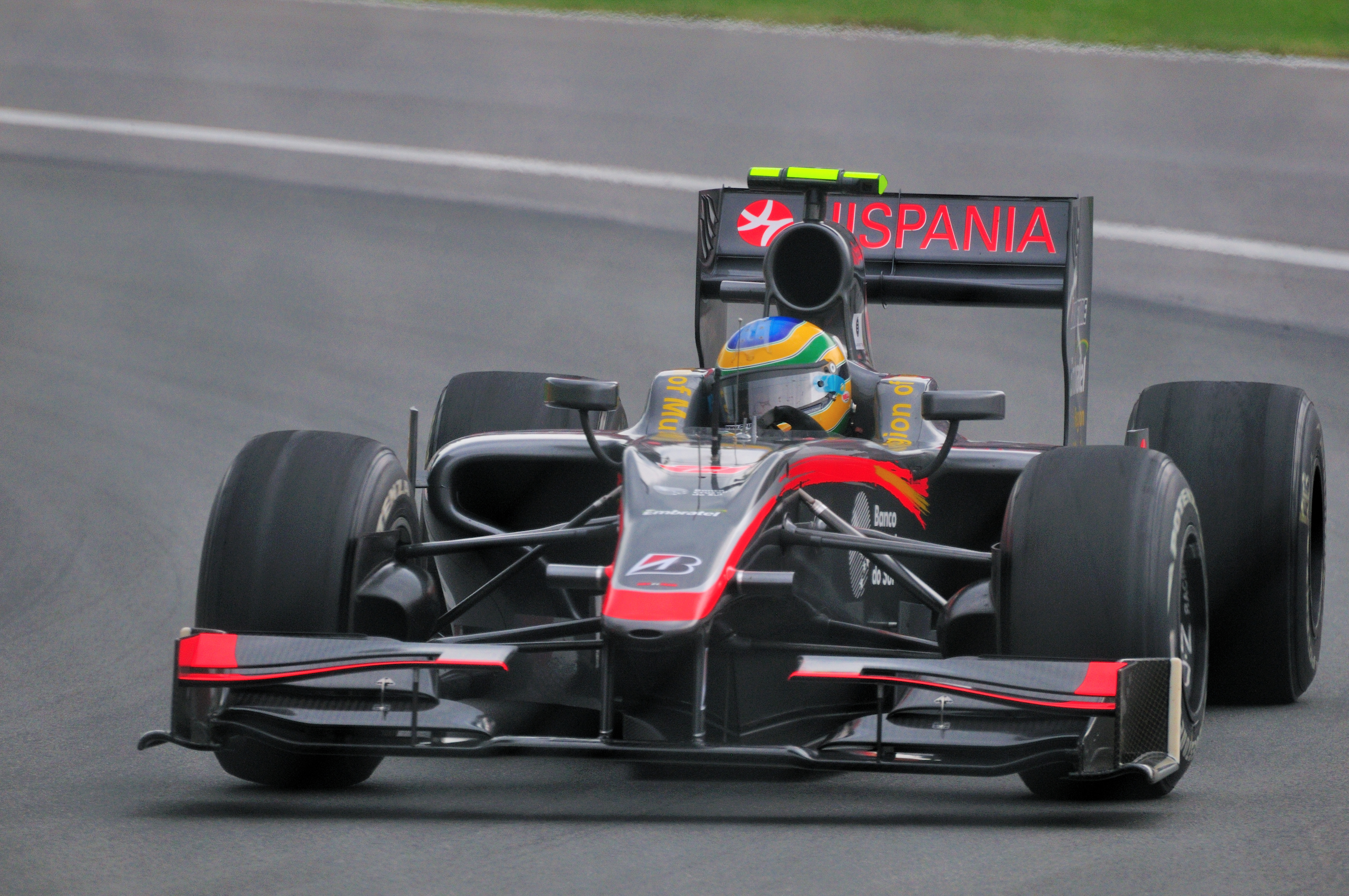
Bruno Senna al Gran Premio del Canada 2010

Durante il weekend del Gran Premio di Abu Dhabi 2009 viene ufficializzato l'ingaggio di Bruno Senna quale pilota titolare della scuderia per la stagione 2010.
Il 22 dicembre 2009, Bernie Ecclestone mise in dubbio la possibilità che il team fosse al via per il campionato. Il team smentì però questa voce, assicurando la propria presenza. Successivamente il patron dell'A1 Grand Prix, Tony Teixeira venne indicato come uno dei possibili acquirenti della scuderia. Vi sarebbe l'intento di trasformare l'A1 Grand Prix in "serbatoio" di talenti per la Formula 1.
Il 27 gennaio 2010 la scuderia ammise che vi era la possibilità che venissero saltati tutti i test previsti prima dell'inizio della stagione. Nonostante questa ammissione Teixeira assicurò la presenza ai test previsti per febbraio a Jerez. Tuttavia venne successivamente affermato che l'acquisto del team da parte di Teixeira trovava delle resistenze negli altri team del mondiale.
Il 5 febbraio 2010 Adrián Campos, intervistato da BBC Sport, confermò la difficoltà a trovare i fondi necessari per il campionato. La scuderia doveva 7 milioni di euro al costruttore emiliano Dallara, che aveva già completato l'allestimento delle vetture. Campos confermò che i fondi avrebbero dovuto essere trovati entro la metà di febbraio, e, inoltre, negò la possibilità che la Stefan Grand Prix potesse acquistare le vetture che la Dallara aveva già approntato per il suo team.
Il 9 febbraio 2010 Jean Todt, presidente FIA, ricordò come, col nuovo Patto della Concordia, una scuderia potesse saltare tre gare senza conseguenze economiche o sportive. Successivamente la stessa FIA affermò però che non sarebbero state concesse proroghe.
Il 19 febbraio 2010 venne annunciato l'acquisto del team da parte di un socio di Campos, José Ramón Carabante. Colin Kolles, ex tecnico di varie squadre, tra cui la Force India, ne diventò il team principal. Venne assicurata la presenza della vettura al primo gran premio stagionale, anche in assenza di test. Il team venne ridenominato Hispania Racing F1 Team, dal nome della società di Carabante, il Grupo Hispania.
La vettura fu presentata il 4 marzo 2010, data in cui venne ufficializzato l'ingaggio del pilota indiano Karun Chandhok. Durante il Gran Premio di Cina venne annunciato l'ingaggio di Sakon Yamamoto quale test driver e pilota di riserva, nel weekend del Gran Premio di Spagna il nipponico fu affiancato da Christian Klien.
Al Gran Premio di Gran Bretagna Sakon Yamamoto sostituì Bruno Senna quale pilota titolare, mentre dal Gran Premio di Germania il nipponico prese il posto di Karun Chandhok. Yamamoto venne poi sostituito da Christian Klien a Singapore, in Brasile e ad Abu Dhabi. Nel campionato costruttori si piazzò al penultimo posto (davanti alla sola Virgin), senza aver conquistato alcun punto.
Nel corso della stagione venne ufficializzato l'abbandono della partnership tecnica con la Dallara. Venne annunciato ai primi di novembre 2010 l'accordo tra la Williams e la HRT per la fornitura a quest'ultima, nel 2011, del cambio della scuderia inglese. Era stata anche prospettata una collaborazione con la Toyota, scuderia non più partecipante al campionato, ma dotata comunque di una struttura operativa adatta alla Formula 1. Nel novembre 2010 tale ipotesi di collaborazione venne rigettata.

### 2011: Il passaggio di proprietà

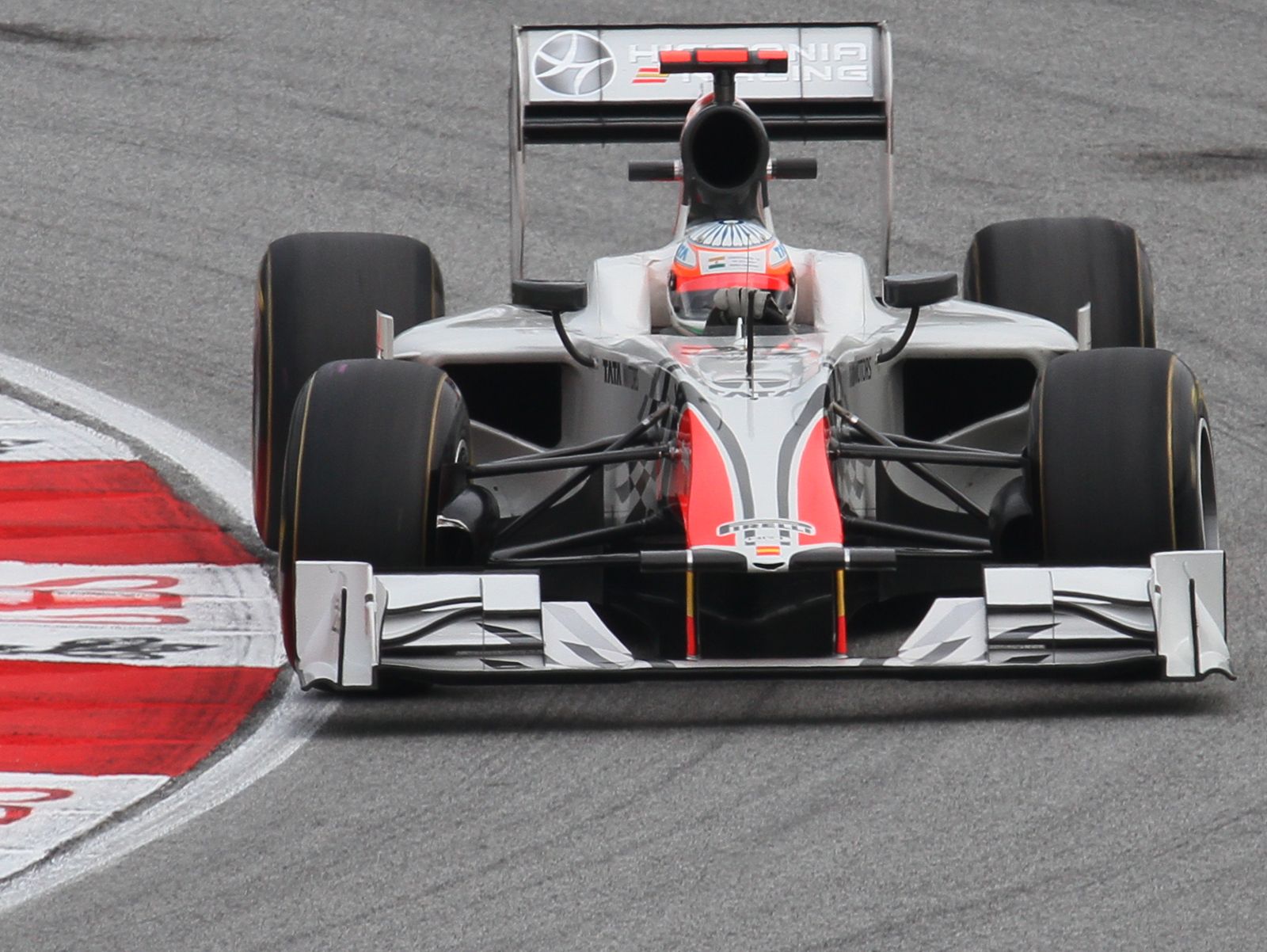
Narain Karthikeyan nelle prove del Gran Premio della Malesia 2011.

Per la stagione 2011 la vettura, la F111, fu guidata inizialmente dalla coppia formata da Narain Karthikeyan e Vitantonio Liuzzi. In Australia le due monoposto si classificarono nelle ultime due posizioni, senza riuscire a superare la soglia del 107% rispetto al tempo del primo, venendo così a non qualificarsi per la gara. La richiesta della HRT di prendere parte al gran premio, pur non avendo superato le qualificazioni, venne respinta dalla FIA. L'ultimo a non riuscire a qualificarsi era stato il malese Alex Yoong con la Minardi nel Gran Premio di Germania 2002.
Nel Gran Premio d'Europa, e per la prima volta nella storia del mondiale di Formula 1, 24 vetture risultarono classificate, arrivando tutte al traguardo. Karthikeyan della HRT fu così il primo pilota a essere classificato al 24º posto di una gara di Formula 1, escludendo Jim Rathmann che giunse 24º alla 500 Miglia di Indianapolis 1950, che in quella stagione faceva parte del calendario mondiale. In quella gara però alcune vetture classificate prima di Rathmann non giunsero al traguardo.
A partire dal Gran Premio di Gran Bretagna, Daniel Ricciardo diventò pilota titolare al posto di Karthikeyan, eccezion fatta il Gran Premio d'India, in cui Karthikeyan ritornò al volante per la scuderia, mentre Ricciardo corse al posto di Liuzzi.
Sempre nel fine settimana britannico venne annunciato il passaggio di proprietà della HRT da José Ramón Carabante al fondo spagnolo Thesan Capital. Dopo il cambio di proprietà, l'Hispania Racing F1 Team cambiò il nome in HRT Formula 1 Team, e l'ex pilota Luis Pérez-Sala diventò consulente per il team. La squadra spagnola concluse anche questa stagione a zero punti, insieme a Lotus e Virgin, e in undicesima posizione il campionato davanti solamente alla Virgin grazie a migliori piazzamenti.

### 2012: La chiusura definitiva

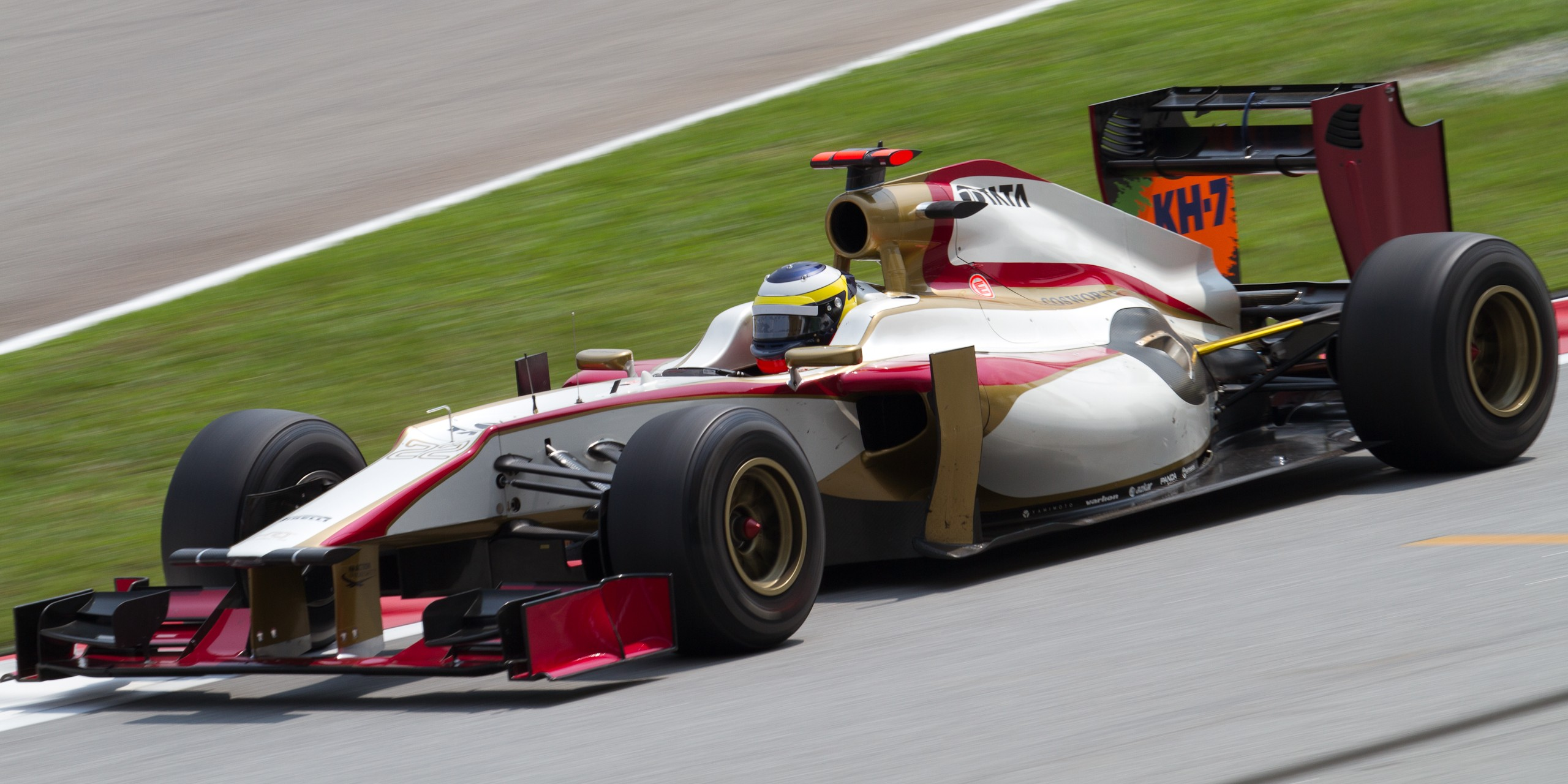
De La Rosa al Gran Premio della Malesia 2012

Per il campionato 2012 venne costruita la nuova vettura, la F112, che venne guidata dallo spagnolo Pedro de la Rosa e dall'indiano Narain Karthikeyan. La vettura non si mostrò competitiva e la situazione fu analoga a quella della stagione precedente, con la mancata qualificazione al primo Gran Premio in Australia come nel 2011. In Malesia la scuderia riuscì quasi a conquistare il primo punto nella sua storia. Questo perché, grazie a una particolare strategia, si era riusciti a far rimontare Karthikeyan fino alla 10ª posizione e inoltre, a causa della grande intensità della pioggia, si stava pensando di chiudere la gara in anticipo, cosa che poi non si verificò.
A Monaco, Karthikeyan ottenne il miglior risultato in gara della stagione giungendo 15º, grazie anche all'alta percentuale di ritiri. Il team mostrò i progressi fatti anche al Canada con De La Rosa che riuscì a sopravanzare entrambe le Marussia in qualifica. A Valencia sia De La Rosa che Karthikeyan si qualificarono davanti alla Marussia di Charles Pic, così come in Gran Bretagna. In gara però non ebbero fortuna e vennero sopravanzati nelle ultime fasi del Gran Premio a causa dell'usura delle gomme. In Germania, per la prima volta nella stagione, una HRT (quella di De La Rosa) riuscì a precedere sul traguardo una Marussia. I successivi risultati furono analoghi a quelli di inizio stagione, De La Rosa in qualifica a Suzuka riuscì a precedere la Marussia di Pic con il 21º tempo, ma in gara lo spagnolo non riuscì a mantenere la posizione finendo ultimo. In Corea Karthikeyan finì la sua qualifica dopo 6 minuti per un testacoda. Ma al termine delle qualifiche il ricorso della scuderia venne accettato dai commissari e in questo modo il pilota indiano prese parte alla gara, che concluse ultimo a due giri di distacco.
Il 15 novembre la Thesan Capital, proprietaria del team, annunciò di voler cedere la proprietà del team in quanto sommerso dai debiti. Il team nelle ultime gare corse con materiale vecchio e logoro tanto che team e piloti avversari più volte ne richiesero l'esclusione dalle ultime gare. La stagione si chiuse con l'ultimo posto nel mondiale costruttori, alle spalle anche della Marussia.
Secondo l'elenco dei team partecipanti al mondiale 2013 diramato dalla FIA il 1º dicembre 2012, il team spagnolo non risultò essersi iscritto per mancanza di fondi. La situazione precaria derivò dalla mancanza di risultati importanti nella sua breve carriera nella massima serie (zero punti in totale dal campionato 2010) e dall'assenza di acquirenti disposti a rilevare la scuderia, persino in seguito alla sua ufficiale messa in vendita in occasione del Gran Premio degli Stati Uniti.
Vi fu un tentativo, da parte di un gruppo di finanziatori nordamericani, di rilevare la scuderia per partecipare alla stagione 2013 col nome di Scorpion Racing, ma tale possibilità fu però frustrata dalla mancata iscrizione al campionato 2013 da parte della HRT. Secondo Bernie Ecclestone, sarebbe stato più probabile un esordio nel campionato 2014 ma alla fine non si seppe più nulla. Il 30 gennaio 2013 venne confermata la non partecipazione della HRT al campionato 2013 e la sua chiusura definitiva.
L'HRT ha tuttavia un poco invidiabile record, cioè la seconda scuderia dietro solo alla Caterham che ha fatto più gran premi senza conquistare un punto. Il suo miglior piazzamento è stato un 13º posto nel Gran Premio del Canada 2011 con Vitantonio Liuzzi, mentre il suo peggiore risultato è stato un 24º posto nel Gran Premio d'Europa 2011 con Narain Karthikeyan.

## Piloti
- Narain Karthikeyan: 2011-2012 (27 GP)
- Pedro de la Rosa: 2012 (20 GP)
- Bruno Senna: 2010 (18 GP)
- Vitantonio Liuzzi: 2011 (18 GP)
- Daniel Ricciardo: 2011 (11 GP)
- Karun Chandhok: 2010 (10 GP)
- Sakon Yamamoto: 2010 (7 GP)
- Christian Klien: 2010 (3 GP)

## Risultati in Formula 1
| Anno | Vettura | Motore          | Gomme | Piloti   |     |     |    |    |     |     |     |     |    |    |     |    |     |     |     |    |    |    |    |  | Punti | Pos. |
| ---- | ------- | --------------- | ----- | -------- | --- | --- | -- | -- | --- | --- | --- | --- | -- | -- | --- | -- | --- | --- | --- | -- | -- | -- | -- |  | ----- | ---- |
| 2010 | F110    | Cosworth CA2010 | B     | Chandhok | Rit | 14  | 15 | 17 | Rit | 14  | 20  | 18  | 18 | 19 |     |    |     |     |     |    |    |    |    |  | 0     | 11º  |
| 2010 | F110    | Cosworth CA2010 | B     | Senna    | Rit | Rit | 16 | 16 | Rit | Rit | Rit | Rit | 20 | SP | 19  | 17 | Rit | Rit | Rit | 15 | 14 | 21 | 19 |  | 0     | 11º  |
| 2010 | F110    | Cosworth CA2010 | B     | Yamamoto |     |     |    |    |     |     | SP  |     |    | 20 | Rit | 19 | 20  | 19  |     | 16 | 15 |    |    |  | 0     | 11º  |
| 2010 | F110    | Cosworth CA2010 | B     | Klien    |     |     |    |    |     |     |     |     |    |    |     |    |     |     | Rit |    |    | 22 | 20 |  | 0     | 11º  |

| Anno | Vettura | Motore          | Gomme | Piloti      |    |     |    |    |     |    |    |    |    |     |    |     |     |    |    |    |    |     |     |  | Punti | Pos. |
| ---- | ------- | --------------- | ----- | ----------- | -- | --- | -- | -- | --- | -- | -- | -- | -- | --- | -- | --- | --- | -- | -- | -- | -- | --- | --- |  | ----- | ---- |
| 2011 | F111    | Cosworth CA2011 | P     | Karthikeyan | NQ | Rit | 23 | 21 | 21  | 17 | 17 | 24 |    | SP  |    |     |     | SP | SP | SP | 17 |     |     |  | 0     | 11º  |
| 2011 | F111    | Cosworth CA2011 | P     | Ricciardo   |    |     |    |    |     |    |    |    | 19 | 19  | 18 | Rit | NC  | 19 | 22 | 19 | 18 | Rit | 20  |  | 0     | 11º  |
| 2011 | F111    | Cosworth CA2011 | P     | Liuzzi      | NQ | Rit | 22 | 22 | Rit | 16 | 13 | 23 | 18 | Rit | 20 | 19  | Rit | 20 | 23 | 21 |    | 20  | Rit |  | 0     | 11º  |

| Anno | Vettura | Motore          | Gomme | Piloti      |    |    |    |    |     |     |     |    |    |    |     |     |    |     |     |     |     |     |    |    | Punti | Pos. |
| ---- | ------- | --------------- | ----- | ----------- | -- | -- | -- | -- | --- | --- | --- | -- | -- | -- | --- | --- | -- | --- | --- | --- | --- | --- | -- | -- | ----- | ---- |
| 2012 | F112    | Cosworth CA2012 | P     | De La Rosa  | NQ | 21 | 21 | 20 | 19  | Rit | Rit | 17 | 20 | 21 | 22  | 18  | 18 | 17  | 18  | Rit | Rit | 17  | 21 | 17 | 0     | 12º  |
| 2012 | F112    | Cosworth CA2012 | P     | Karthikeyan | NQ | 22 | 22 | 21 | Rit | 15  | Rit | 18 | 21 | 23 | Rit | Rit | 19 | Rit | Rit | 20  | 21  | Rit | 22 | 18 | 0     | 12º  |

| Legenda | 1º posto     | 2º posto | 3º posto    | A punti         | Senza punti/Non class.  | Grassetto – Pole position Corsivo – Giro più veloce |
| Legenda | Squalificato | Ritirato | Non partito | Non qualificato | Solo prove/Terzo pilota | Grassetto – Pole position Corsivo – Giro più veloce |